# Parc du peuple (Shanghai)
 (juin 2017).
Si vous disposez d'ouvrages ou d'articles de référence ou si vous connaissez des sites web de qualité traitant du thème abordé ici, merci de compléter l'article en donnant les références utiles à sa vérifiabilité et en les liant à la section « Notes et références ».
Le Parc du peuple (人民公园; hanyu pinyin : Rénmín Gōngyuán) est un jardin public au centre de Shanghai en Chine. Il est situé au sud de la rue de Nankin et au nord de la Place du Peuple. L'importance et la diversité des installations en font une destination centrale de Shanghai.

## Histoire

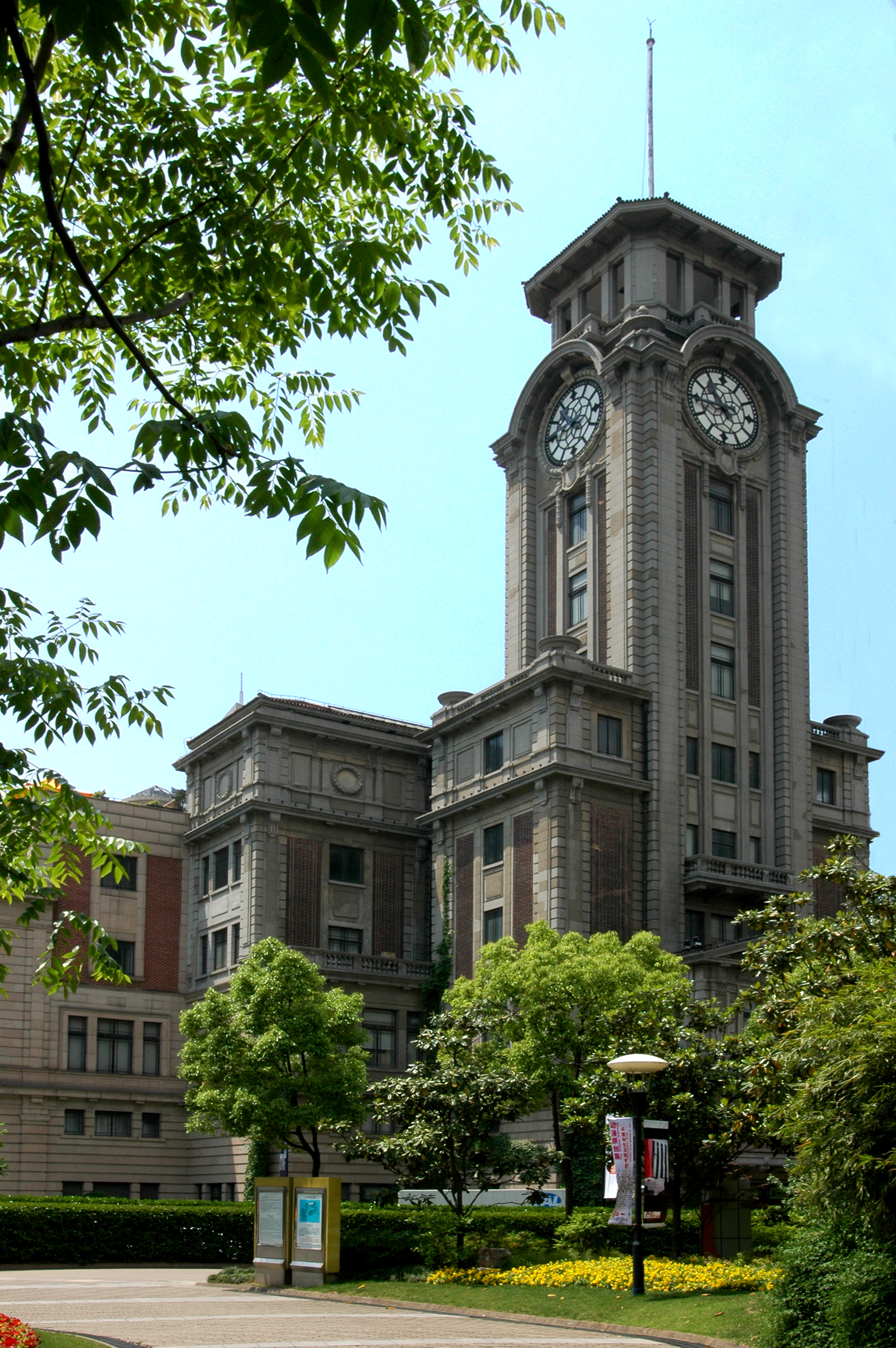
Ancien club de courses de Shanghai

Le parc est construit sur l'ancien club de courses de Shanghai fondé en 1862. Le club abrite le Musée des beaux-arts de Shanghai à partir de 1933. En 1990, le parc fait l'objet d'importants aménagements, notamment avec le déménagement du siège municipal du gouvernement du peule de Shanghai. Par la suite, d'autres importantes institutions y sont installées comme le Musée de Shanghai, l'Opéra de Shanghai, le Centre d'exposition de la planification urbaine de Shanghai et le Musée d'art contemporain de Shanghai.

## Galerie

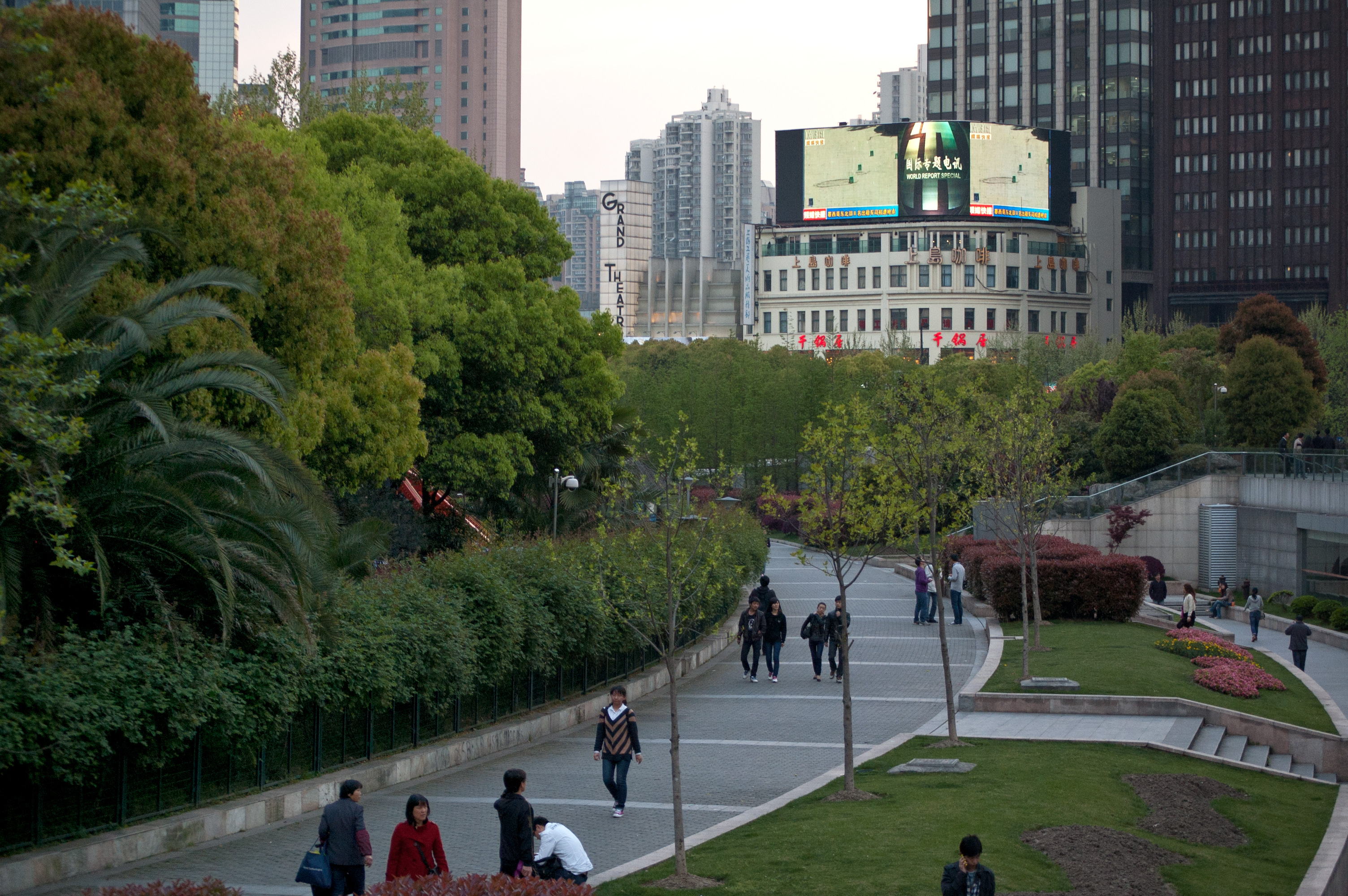
Allée dans le Parc du peuple
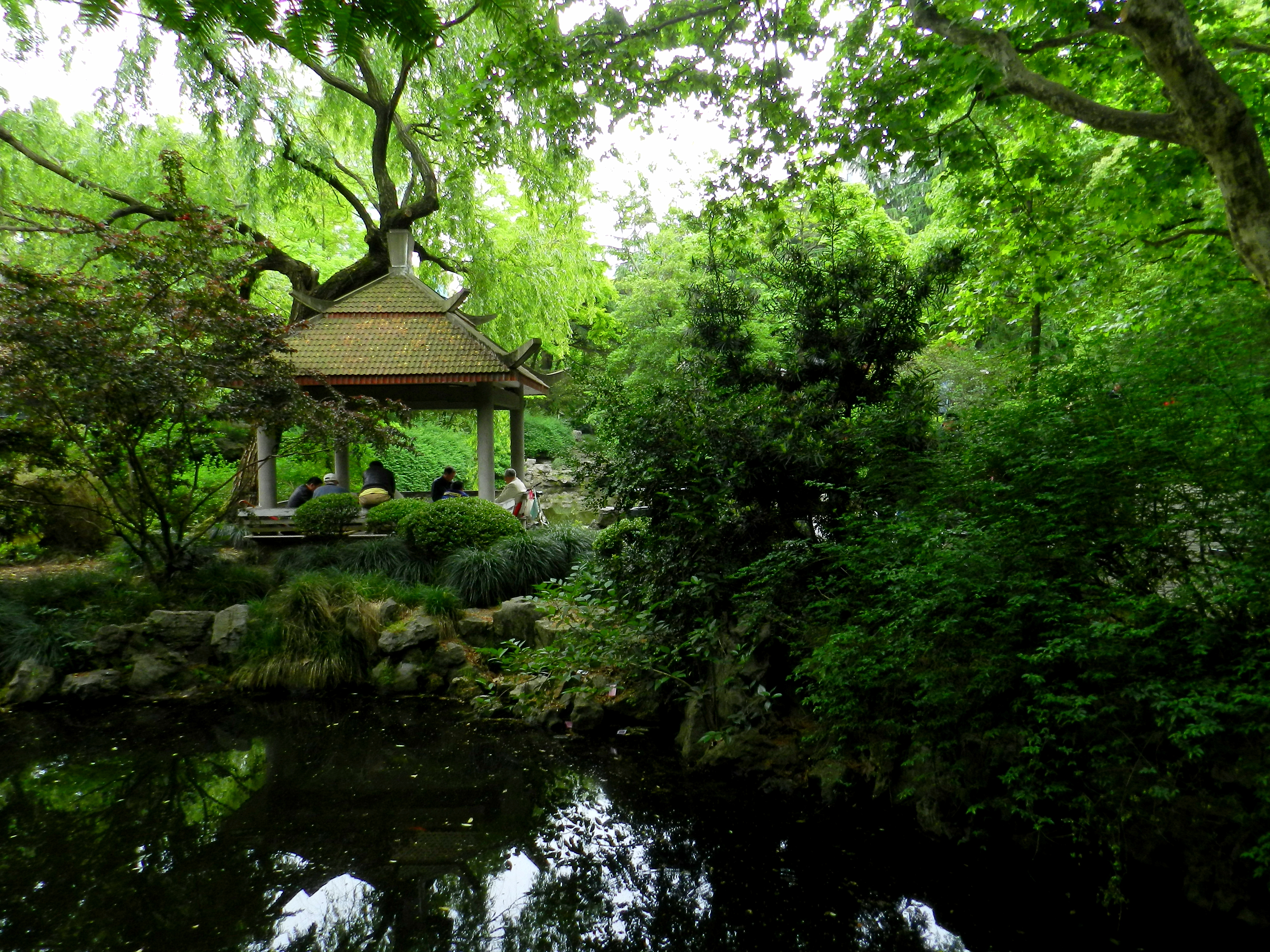
Pavillon près de l'étang
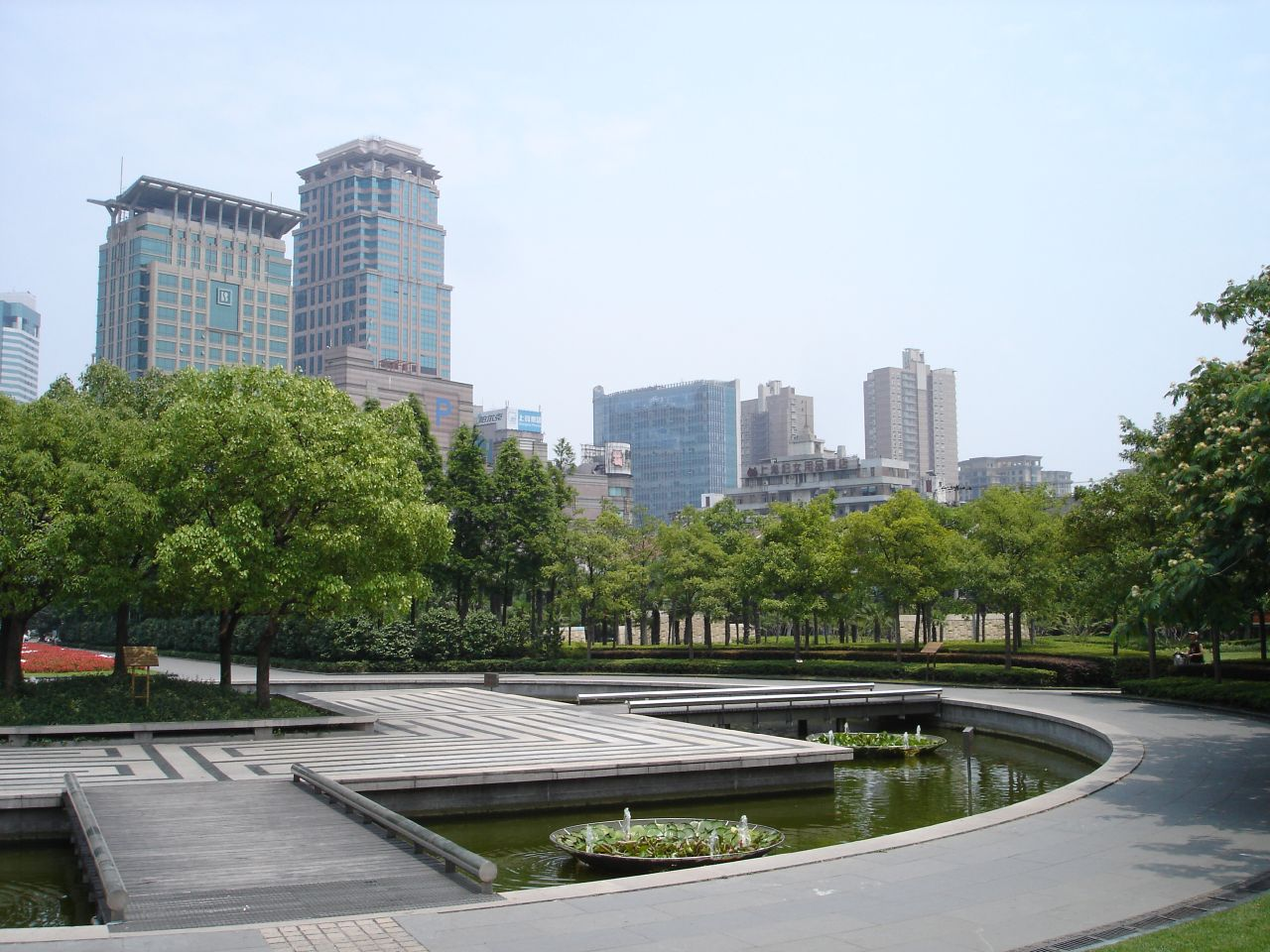
Aménagement dans le parc